# Continent

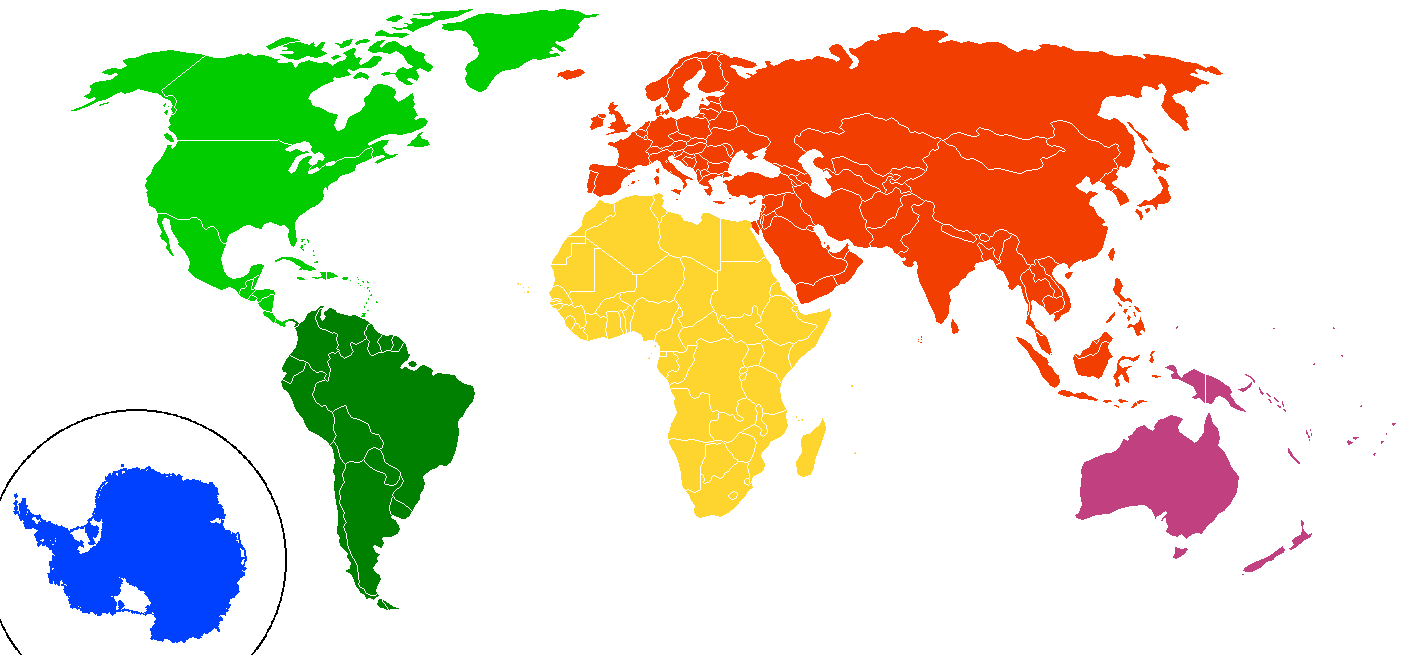
De verschillende continenten van de wereld

Een continent is een zeer grote landmassa die niet of vrijwel niet met andere landmassa's verbonden is, en die zo groot is dat er plekken zijn waar een landklimaat of overgangsklimaat heerst. Hierbij wordt alleen gelet op land en water, niet op de waterdiepte, onderzeese bergruggen of het continentaal plat. Volgens bovenstaande definitie bevinden zich op aarde, gerangschikt van groot naar klein, de volgende continenten: Eurazië, Afrika, Noord-Amerika, Zuid-Amerika, Antarctica en Australië.

## Eiland, schiereiland en werelddeel
Een landmassa die te klein is om een continent te worden genoemd, is een eiland. Over het algemeen wordt Groenland beschouwd als het grootste eiland en Australië (vier keer zo groot) als het kleinste continent. Deze keus is tamelijk arbitrair. Een relatief kleine landmassa die via een landengte met een andere landmassa verbonden is, is een schiereiland.
Hoewel in het Engels hetzelfde (continent), wordt in het Nederlands soms onderscheid gemaakt tussen werelddeel en continent. Een werelddeel is dan een geopolitieke en niet een geologische indeling. Soms omvat een werelddeel een continent, inclusief de omringende eilanden, zoals het werelddeel Afrika gelijk is aan het continent Afrika plus onder meer Madagaskar. Soms is een werelddeel een deel van een continent, zoals het werelddeel Europa deel is van het continent Eurazië, plus enkele eilanden.
Spreken de Britten over het vasteland van Europa, dan zeggen ze meestal the continent.

## Begrenzing
Volgens de gegeven definitie zijn Noord-Amerika en Zuid-Amerika aparte continenten. Ze zijn elk groot genoeg en ze zijn slechts door een smalle landengte met elkaar verbonden. Ook Afrika geldt als een apart continent. Het continent Eurazië is gescheiden van Afrika door het Suezkanaal.
De grens van de twee Amerika's en de grens van Afrika liggen niet precies vast. Men kan zeggen dat het Panamakanaal (tussen Noord- en Zuid-Amerika) en het Suezkanaal (tussen Eurazië en Afrika) tot gevolg hebben dat de continenten geheel door water van elkaar gescheiden zijn. De grens loopt dan door de door mensen gecreëerde kanalen. Vindt men dat een kunstmatige waterweg niet meetelt, dan legt men de grens op de plaats waar de landengte het smalst is (dat is ongeveer hetzelfde) of, om praktische redenen, bij een landgrens (dus tussen Panama en Colombia en tussen Israël en Egypte).

## Beperkingen
De begrippen continent en werelddeel vormen een geheugensteun voor wie voor het eerst kennismaakt met de wereldkaart; als dusdanig zijn ze nuttige hulpmiddelen bij het onderwijs in de aardrijkskunde aan jonge kinderen. Ze zijn echter tamelijk oppervlakkig: hun gebruik voor meer diepgaande classificaties in de fysische of sociale geografie of in andere wetenschappen legt aan de geobserveerde omgeving een denkkader op dat objectieve conclusies in de weg staat. In de fysische geografie heeft het weinig zin een fundamenteel verschillende rol toe te kennen aan de Afrikaanse en de Indische landmassa; en in de sociale geografie lijkt het niet zinvol de Arabische en Subsaharaanse bevolking van Afrika als één groep te beschouwen, en die groep dan pakweg te contrasteren met de Europese bevolking. In commerciële en sociaal-economische rapportering wordt dan ook vaker verwezen naar (supranationale) regio's, bijvoorbeeld Latijns-Amerika als culturele en economische eenheid in plaats van Zuid-Amerika als continent.

## Geologie van continenten
Geologisch is het niet de kustlijn die de grens bepaalt tussen continenten en oceanen, maar de uitgebreidheid van het continentaal plat. Tot het continentaal plat behoren ook de zeeën en kustwateren waar de bodemplaat een geringe helling vertoont, typisch niet meer dan 1 tot 37 m per km. Sommige van deze plateaus bereiken een diepte van meer dan 500 m, maar vaak wordt conventioneel de grens getrokken op 200 m zeediepte. De gemiddelde breedte van het continentaal plat buiten de kustlijn is ongeveer 70 km met een grote plaatselijke variatie. Onderzeese continentale plateaus bedekken naar schatting ongeveer 5% van het aardoppervlak.
Op één uitzondering na komen de grootste tektonische platen overeen met continenten: de Antarctische Plaat, de Noord-Amerikaanse Plaat, de Euraziatische Plaat, de Afrikaanse Plaat, de Zuid-Amerikaanse Plaat en de Australische Plaat. De uitzondering is de Pacifische Plaat onder een groot deel van de Grote Oceaan. Daarnaast ondersteunen de Arabische Plaat en de Indische Plaat elk een subcontinent.
Platentektoniek is een theorie die de ligging en vorming van continenten, oceanen, gebergten en andere structuren van het aardoppervlak verklaart door de observatie dat de lithosfeer bestaat uit acht grote en een groot aantal kleinere stijve platen die bewegen ten opzichte van elkaar en ten opzichte van de onderliggende asthenosfeer. De grenzen tussen platen behoren tot drie hoofdtypes, die elk een eigen typisch uiterlijk hebben:
- divergente grenzen, meestal langs het ruggenstelsel van de oceanen, waar nieuwe lithosfeer wordt gecreëerd en waar de platen zich van elkaar verwijderen;
- convergente grenzen, waar platen naar elkaar toe bewegen en de ene plaat onder de andere schuift (subductie); als dit nabij de grens van een continent gebeurt, ontstaat er een bergketen zoals de Andes;
- transformatiegrenzen, waar twee platen horizontaal naast elkaar schuiven, zoals de San Andreasbreuk in Californië; dergelijke gebieden hebben talrijke aardbevingen maar relatief weinig vulkanische activiteit.[4]

De continentale platen onderscheiden zich van de oceanische platen door hun grotere dikte en hun geringere dichtheid. Daardoor komt het dat bij subductie tussen een continentale en een oceanische plaat, het bijna altijd de oceanische plaat is die onder de continentale schuift.

## Oudere continenten
Op grond van de platentektoniek en paleomagnetische metingen kan worden afgeleid dat alle huidige continenten 250 miljoen jaar geleden samenhingen in één landmassa, die de naam Pangaea heeft gekregen. Ongeveer 180 miljoen jaar geleden ontstonden uit het supercontinent Pangaea het noordelijke Laurazië en het zuidelijke Gondwana. Rond 100 miljoen jaar geleden splitsten zich dan continenten af waarvan de huidige vorm nog herkenbaar is: Laurazië werd Noord-Amerika en Eurazië; Gondwana viel uiteen in Zuid-Amerika, Afrika, Indië, Australië en Antarctica. De huidige landmassa's lijken het best in elkaar te passen als niet de kustlijn, maar de rand van de continentale helling op ongeveer 2000 meter diepte als grens wordt gehanteerd.
Hoewel de aarde 4,6 miljard jaar oud is, is het moeilijk bewijsmateriaal te vinden voor continenten en platen die meer dan 200 miljoen jaar oud zijn. Geologen beschikken over aanwijzingen voor bepaalde tektonische bewegingen van vóór Pangaea die 600 miljoen jaar geleden begonnen.

## Geschiedenis van het begrip continent
Volgens Arnold Toynbee is het begrip continent ontstaan toen Griekse zeelui de namen Europa en Azië gaven aan de landmassa's te beider zijden van de waterweg gevormd door de Egeïsche Zee, de Dardanellen, de Zee van Marmara, de Bosporus, de Zwarte Zee, de Straat van Kertsj en de Zee van Azov. Bij de filosofen van de School van Milete lag de Egeïsche zee in het midden van de Griekse wereld; Azië bestond uit de landen ten oosten ervan; Europa uit de landen ten westen en ten noorden; en Libië (eigenlijk Afrika) uit de landen ten zuiden.
Tegen de 5de eeuw v.Chr. bekritiseerde Herodotus dit overgesimplificeerde, meetkundige model van de wereld en pleitte hij voor een empirische cartografie, gebaseerd op ontdekkingsreizen. Hij stelde de keuze van de Nijl als grens tussen Azië en Afrika ter discussie: "Iets anders dat ik niet begrijp, is waarom drie verschillende vrouwennamen gegeven zijn aan wat in werkelijkheid één landmassa is; en ook niet waarom de Nijl en de Phasis (of volgens sommigen de Maeotische Tanais en de Cimmerische Straat) als grenzen zijn gekozen. Ik heb ook niet kunnen achterhalen wie de grenzen voor het eerst heeft afgebakend, of waar ze hun namen vandaan hebben."
Ook bij de Romeinen had de verdeling van de bewoonde wereld in drie afgescheiden landmassa's een haast mythische betekenis; de historicus Plutarchus beschrijft in zijn Vitae Parallelae hoe de drievoudige militaire zege van Pompeius des te groter is omdat hij de eerste in Libië (Afrika) behaalde, de tweede in Europa en de derde in Azië, zodat hij in zekere zin over de hele wereld had gezegevierd.
De driedeling bleef nog bijna tweeduizend jaar na Herodotus overeind. De heilige Hiëronymus verbond de drie continenten met de drie zonen van Noach en gaf zo een religieuze betekenis aan de continenten. De driedeling komt tot uiting in de middeleeuwse OT-kaarten van de wereld. Dat de driedeling bij Europese geografen ook de renaissance overleefde, werd in de hand gewekt door de opkomst van het Ottomaanse Rijk als gemeenschappelijke vijand van het Christelijke Westen. Het idee was zo sterk ingeburgerd dat geografen nog decennia na de reis van Columbus Amerika gewoon niet vermeldden. Tegen het begin van de 16de eeuw verschijnt Amerika echter als een nieuw continent.
Het woord continent betekent zoveel als "samenhangend" en is historisch ook toegepast op eilanden en andere kleine landmassa's. Vanaf de 18de eeuw wordt de term echter gereserveerd voor grote droge landmassa's. De samenvoeging van Europa en Azië dateert pas uit de 19de eeuw, hoewel de scheiding bij de Oeral ook in hedendaagse werken nog vaak als een praktische indeling voorkomt.